# Sesiidae

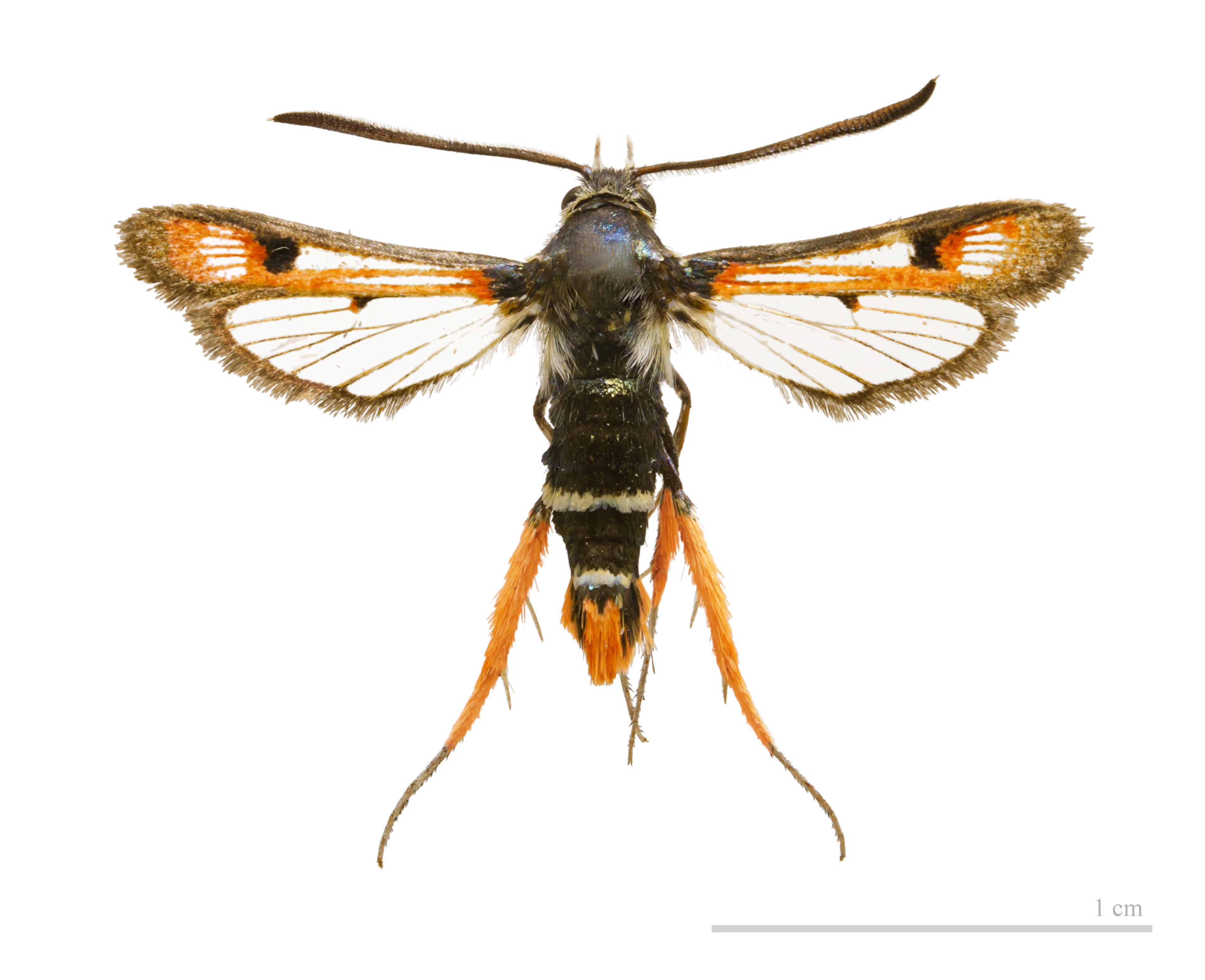
Pyropteron chrysidiforme

Sesiidae, hay còn gọi là bướm đêm cánh trong, là một họ bướm đêm thuộc bộ Lepidoptera. Họ này bao gồm các loài bướm đêm có cánh trong suốt, không giống với các loài có kích thước bình thường thuộc bộ này. Trên thân thường có các sọc vàng đôi khi có rất sáng, và chúng có râu đơn giản. Vẽ ngoài của chúng tương tự như ong bắp cài làm cho chúng giống giảm bị tấn công bởi những con bướm ăn thịt, một hình thức bắt chước gọi là Batesian mimicry. Đặc điểm này làm cho chúng có khả năng hoạt động vào ban ngày. Người ta thường bắt nó bằng mồi pheromone. Trên toàn cầu, họ này gồm khoảng 151 chi, 1370 loài, và 50 phân loài. Hầu hết chúng phân bố ở vùng nhiệt đới, nhưng có nhiều loài sống ở miền Toàn bắc.
Ấu trùng của chúng ăn mọt gỗ, hoặc rễ cây. Một số loài là những con vật gây hại nghiêm trọng đối với cây ăn quả, cây lấy gỗ, hoặc cây trồng mùa vụ.(Edwards et al., 1999).

## Phân loại
- Phân họ Tinthiinae Le Cerf, 1917
  - Tông Tinthiini Le Cerf, 1917
    - Microsphecia Bartel, 1912
    - Tinthia Walker, [1865]
    - Sophona Walker, 1856
    - Zenodoxus Grote & Robinson, 1868
    - Conopsia Strand, [1913]
    - Paranthrenopsis Le Cerf, 1911
    - Entrichella Bryk, 1947
    - Negotinthia Gorbunov, 2001
    - Trichocerota Hampson, [1893]
    - Paradoxecia Hampson, 1919
    - Rectala Bryk, 1947
    - Ceratocorema Hampson, [1893]
    - Caudicornia Bryk, 1947
    - Bidentotinthia Arita & Gorbunov, 2003
    - Tarsotinthia Arita & Gorbunov, 2003
    - Tyrictaca Walker, 1862

  - Tông Pennisetiini Naumann, 1971
    - Pennisetia Dehne, 1850
    - Corematosetia Kallies & Arita, 2001

  - Tông Paraglosseciini Gorbunov & Eitschberger 1990
    - Oligophlebia Hampson, [1893]
    - Isothamnis Meyrick, 1935
    - Cyanophlebia Arita & Gorbunov, 2001
    - Lophocnema Turner, 1917
    - Diapyra Turner, 1917
    - Micrecia Hampson, 1919

  - Tông Similipepsini Špatenka, Laštuvka, Gorbunov, Toševski & Arita, 1993
    - Similipepsis Le Cerf, 1911
    - Gasterostena Arita & Gorbunov, 2003
- Phân họ Sesiinae Boisduval, 1828
  - Tông Sesiini Boisduval, 1828
    - Sesia Fabricius, 1775
    - Trilochana Moore, 1879
    - Cyanosesia Gorbunov & Arita, 1995
    - Sphecosesia Hampson, 1910
    - Teinotarsina Felder, 1874
    - Lenyra Walker, 1856
    - Aegerosphecia Le Cerf, 1916
    - Lamellisphecia Kallies & Arita, 2004
    - Clavigera Kallies & Arita, 2004
    - Eusphecia Le Cerf, 1937
    - Scasiba Matsumura, 1931
    - Callisphecia Le Cerf, 1916
    - Madasphecia Viette, 1982
    - Melittosesia Bartsch, 2009
    - Afrokona Fischer, 2006
    - Hovaesia Le Cerf, 1957
    - Lenyrhova Le Cerf, 1957

  - Tông Cissuvorini Duckworth & Eichlin 1977
    - Toleria Walker, [1865]
    - Chimaerosphecia Strand, [1916]
    - Glossosphecia Hampson, 1919
    - Cissuvora Engelhardt, 1946
    - Dasysphecia Hampson, 1919

  - Tông Osminiini Duckworth & Eichlin 1977
    - Osminia Le Cerf, 1917
    - Chamanthedon Le Cerf, 1916
    - Microsynanthedon Viette, [1955]
    - Calasesia Beutenmüller, 1899
    - Aenigmina Le Cerf, 1912
    - Cabomina de Freina, 2008
    - Pyranthrene Hampson, 1919
    - Homogyna Le Cerf, 1911
    - Aschistophleps Hampson [1893]
    - Pyrophleps Arita & Gorbunov, 2000
    - Heterosphecia Le Cerf, 1916
    - Melanosphecia Le Cerf, 1916
    - Akaisphecia Gorbunov & Arita, 1995
    - Callithia Le Cerf, 1916

  - Tông Melittiini Le Cerf, 1917
    - Melittia Hübner, [1819]
    - Desmopoda Felder, 1874
    - Agriomelissa Meyrick, 1931
    - Afromelittia Gorbunov & Arita, 1997
    - Cephalomelittia Gorbunov & Arita, 1995
    - Macroscelesia Hampson, 1919

  - Tông Paranthrenini Niculescu, 1964
    - Nokona Matsumura 1931
    - Taikona Arita & Gorbunov, 2001
    - Scoliokona Kallies & Arita, 1998
    - Rubukona Fischer, 2007
    - Adixoa Hampson, [1893]
    - Pramila Moore, 1879
    - Vitacea Engelhardt, 1946
    - Phlogothauma Butler, 1882
    - Paranthrene Hübner, [1819]
    - Pseudosesia Felder, 1861
    - Albuna Edwards, 1881
    - Euhagena Edwards, 1881
    - Sincara Walker, 1856
    - Tirista Walker, [1865]
    - Thyranthrene Hampson, 1919
    - Sura Walker, 1856

  - Tông Synanthedonini Niculescu, 1964
    - Synanthedon Hübner, [1819]
    - Ravitria Gorbunov & Arita, 2000
    - Kantipuria Gorbunov & Arita, 1999
    - Kemneriella Bryk, 1947
    - Ichneumenoptera Hampson, [1893]
    - Paranthrenella Strand, [1916]
    - Anthedonella Gorbunov & Arita, 1999
    - Schimia Gorbunov & Arita, 1999
    - Uncothedon Gorbunov & Arita, 1999
    - Palmia Beutenmüller, 1896
    - Podosesia Möschler, 1879
    - Sannina Walker, 1856
    - Nyctaegeria Le Cerf, 1914
    - Carmenta Edwards, 1881
    - Penstemonia Engelhardt, 1946
    - Camaegeria Strand, 1914
    - Malgassesia Le Cerf, 1922
    - Lophoceps Hampson, 1919
    - Tipulamima Holland, 1893
    - Rodolphia Le Cerf, 1911
    - Alcathoe Edwards, 1882
    - Pseudalcathoe Le Cerf, 1916
    - Macrotarsipus Hampson, [1893]
    - Grypopalpia Hampson, 1919
    - Hymenoclea Engelhardt, 1946
    - Euryphrissa Butler, 1874
    - Leptaegeria Le Cerf, 1916
    - Aegerina Le Cerf, 1917
    - Stenosphecia Le Cerf, 1917
    - Bembecia Hübner, [1819]
    - Pyropteron Newman, 1832
    - Dipchasphecia Capuse, 1973
    - Chamaesphecia Spuler, 1910
    - Weismanniola Naumann, 1971
    - Ichneumonella Gorbunov & Arita, 2005
    - Crinipus Hampson, 1896

  - Các chi chưa được xếp vào tông
    - Alonina Walker, 1856
    - Anaudia Wallengren, 1863
    - Augangela Meyrick, 1932
    - Austrosetia Felder, 1874
    - Ceritrypetes Bradley, 1956
    - Conopyga Felder, 1861
    - Echidgnathia Hampson, 1919
    - Episannina Aurivillius, 1905
    - Erismatica Meyrick, 1933
    - Gymnosophistis Meyrick, 1934
    - Hymenosphecia Le Cerf, 1917
    - Isocylindra Meyrick, 1930
    - Lepidopoda Hampson, 1900
    - Leuthneria Dalla Torre, 1925
    - Megalosphecia Le Cerf, 1916
    - Melisophista Meyrick, 1927
    - Metasphecia Le Cerf, 1917
    - Mimocrypta Naumann, 1971
    - Monopetalotaxis Wallengren, 1859
    - Pedalonina Gaede, 1929
    - Proaegeria Le Cerf, 1916
    - Pseudomelittia Le Cerf, 1917
    - Tradescanticola Hampson, 1919
    - Uranothyris Meyrick, 1933
    - Vespanthedon Le Cerf, 1917
    - Xenoses Durrant, 1924
    - Zhuosesia Yang, 1977